# Carlo Giovanardi
Carlo Amedeo Giovanardi (né le 15 janvier 1950 à Modène - ) est un homme politique italien, ancien ministre des Relations avec le Parlement du 11 juin 2001 à mai 2006, secrétaire d'État à la Famille, à la Drogue et au Service civil du 12 mai 2008 au 16 novembre 2011, dans le gouvernement Berlusconi IV.

## Biographie
Diplômé en droit, son expérience politique débute en 1969 alors qu'il s'inscrit à la Démocratie chrétienne.
Député en 1992, il est réélu député en 2001 dans la circonscription de Lecco pour la Maison des libertés (apparenté à la liste Abolizione scorporo). Il adhère à l'UDC (démocrates chrétiens de droite).
En mars 2006, il a déclaré, à la stupeur du gouvernement et du public néerlandais, que la loi sur l'euthanasie qui s'y applique est similaire aux lois nazies sous Hitler. Son site personnel diffuse de nombreux textes sur l'euthanasie telle qu'appliquée sous le régime nazi.
C'est le fondateur en 2008 (après une décision née en 2007) des Populaires libéraux qui rejoignent le Peuple de la liberté de Silvio Berlusconi. Il quitte ce parti pour le Nouveau Centre-droit le 15 novembre 2013, puis pour Identité et action en novembre 2015.
En 2017, il fait l'objet d'une enquête de l'anti-mafia.